# Naoto Matsuo
Naoto Matsuo (født 10. september 1979) er en tidligere japansk fodboldspiller.
Han har spillet for flere forskellige klubber i sin karriere, herunder Vissel Kobe og Albirex Niigata.